# Dorothea Trowbridge
Dorothea „Dorothy“ Trowbridge (* um 1914 in Dublin (Georgia)) war eine amerikanische Bluessängerin, die in den frühen 1930er Jahren in St. Louis aktiv war.
Trowbridge, deren Vorname auch als Dorthea, und Doretha bzw. Doratha überliefert wird, war ab 1930 in St. Louis tätig. 1933 nahm sie in Chicago mehrere Titel für Bluebird auf. Dabei wurde sie von dem Pianisten Aaron „Pinetop“ Sparks begleitet. Einer der Titel, den sie im Duo mit James „Stump“ Johnson sang, behandelt das Thema „Grinding“, einen Blues-Slangausdruck für Geschlechtsverkehr; Paul Oliver hält den Text bei diesem Titel „Steady Grindin’“ für „durchaus obszön“ („mildly pornographic“).
Möglicherweise nahm sie den „Steady Grinding Blues“ auch unter dem Pseudonym Dorothy Baker mit Roosevelt Sykes auf; sie war zu dieser Zeit mit Sykes befreundet. Henry Townsend bewertete sie als sehr gute Sängerin („die gleiche Klasse wie Edith Johnson“).
Trowbridge hat auch Musik und Text zum Bad Luck Blues und zum Slavin’ Mama Blues verfasst; beide Titel nahm sie ebenfalls 1933 mit Sparks auf.